# Plusiocalpe sericina
Plusiocalpe sericina är en fjärilsart som beskrevs av Paul Mabille 1899. Plusiocalpe sericina ingår i släktet Plusiocalpe och familjen trågspinnare. Inga underarter finns listade i Catalogue of Life.